# Antonio Zuluaga
Antonio de Jesús Zuluaga Padrón ( Montería (Córdoba), 21 de marzo de 1931-2 de noviembre de 2012) fue un pintor, escultor y dibujante colombiano.

## Biografía
Antonio Zuluaga ingresó a la edad de nueve años en el Seminario Católico de la Ciudad de Yarumal, donde uno de sus profesores descubrió la facilidad que tenía para el dibujo luego de ver una hermosa pintura de una canoa en la que se encontraba Jesús.
Ese mismo año, Zuluaga se trasladó a Sincelejo para dedicarse completamente a sus estudios y al arte, lo que lo llevó a ser un gran personaje de la cultura sucreña y colombiana.

### Sincelejo
Aunque nació en Montería, el maestro Antonio Zuluaga pasó gran parte de su vida en la ciudad de Sincelejo, donde se casó. Los títulos de sus cuadros hacen referencia a la cultura sabanera, la cual ha sido su inspiración al momento de pintar. Las islas, corralejas y paisajes sabaneros lo llevaron a tener una especialización en esta clase de pintura. 

### América
Tras su regreso de Europa, este artista realizó exitosas exposiciones en Colombia. Tras ellas, Zuluaga fundó las Galerías Zuluaga en ciudades como Sincelejo, Montería, Barranquilla, Cartagena y Bogotá.
Luego de su regreso se dedicó a dar clases de pintura en la Institución de Bellas Artes en el Departamento de Sucre[cita requerida].

## Obras artísticas y exposiciones
El maestro presentaba exposiciones permanentes en distintas ciudades. Algunas de las exposiciones permanentes se encuentran en:
- Caracas-Venezuela

Poliedro de Caracas.[cita requerida]
- Bogotá-Colombia

Galería Pluma,
Galería Lerner, 
Galería Banco Ganadero.
Club Alemán.
- Barranquilla-Colombia: Galería 53 y Club Campestre.

- Cali-Colombia

Club Campestre.
Club San Fernando.
- Cartagena-Colombia

Alcaldía de Cartagena.
Salón Regional de la Costa Caribe.
- Guayaquil-Ecuador

Galería Gala.
- Lima-Perú

Club Rotario de Lima.
- Santiago-Chile

Residencia Particular (Privado).

## Obras

### Cuadros y Obras por antigüedad

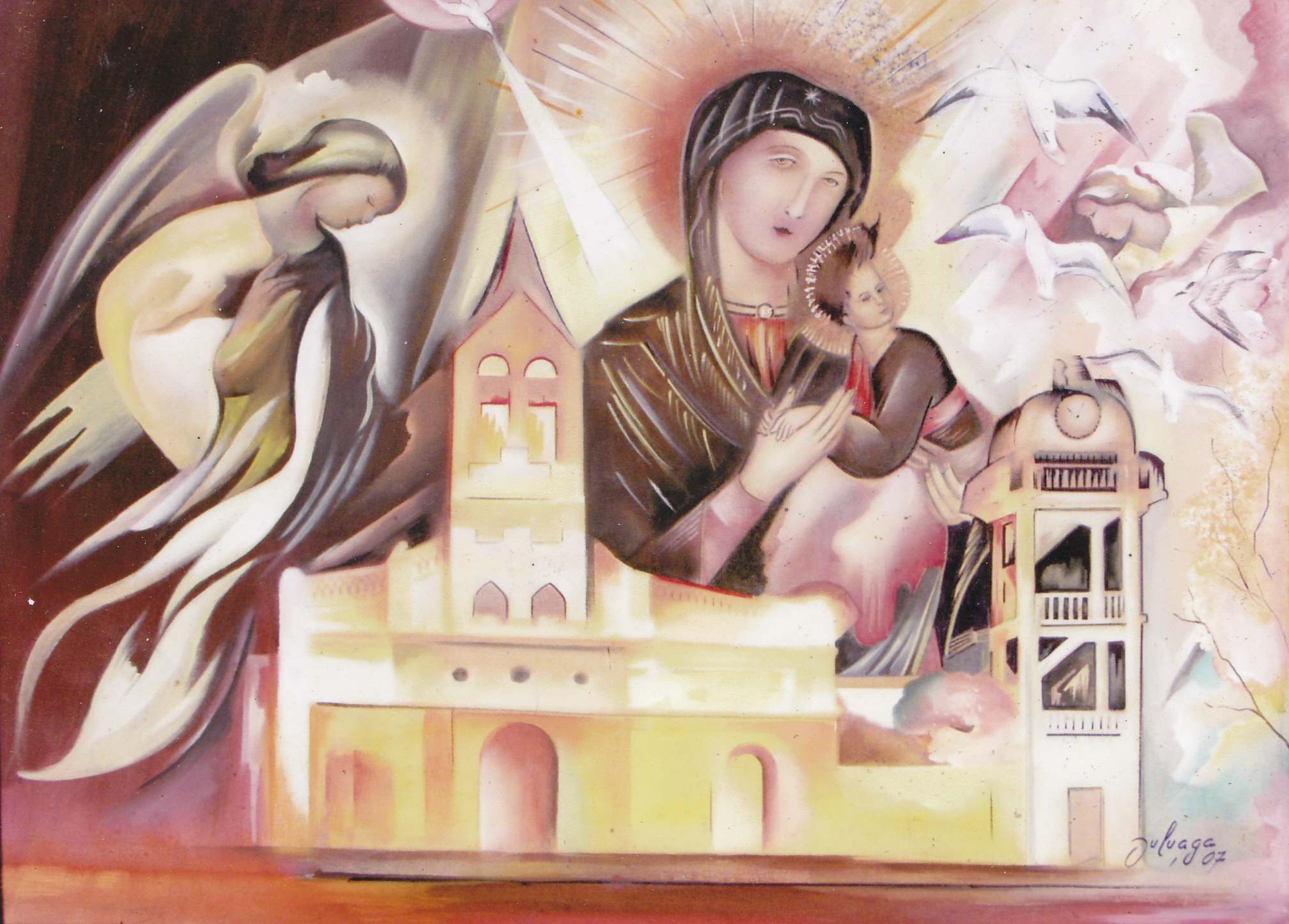
Virgen del Carmen.

- Amanecer en los montes de María, óleo sobre lienzo.

- Sincelejo, tierra de folclor, óleo sobre lienzo.

- Riña de gallos, óleo sobre lienzo.

- Bodegón, óleo sobre tela.

- Corralejas, óleo sobre lienzo.

- Búhos, óleo sobre lienzo.

- 20 de enero, óleo sobre lienzo.

Murales más antiguos:
- Sincelejo folclor, Antiguo Club Campestre Sincelejo.

- Muestra folclórica del fandango, Comfasucre Sincelejo.

- Corralejas, Teatro Municipal Sincelejo.

Algunas de sus esculturas en Sucre (Colombia).
- Veleros, entrada a Santiago de Tolú.

- Virgen del Carmen, plaza Olaya Herrera (Sincelejo).